# Падурени (Њамц)
Падурени (рум. Pădureni) насеље је у Румунији у округу Њамц у општини Кандешти. Oпштина се налази на надморској висини од 349 m.

## Становништво
Према подацима из 2002. године у насељу је живело 252 становника, од којих су сви румунске националности.